# Scaravay
Scaravay, en gaélique écossais Sgarabhaigh, est une île du Royaume-Uni située en Écosse.